# Aetós, Epirus
Aetós är en ort i Grekland. Den ligger i prefekturen Thesprotia och regionen Epirus, i den västra delen av landet, 300 km nordväst om huvudstaden Aten. Aetós ligger 103 meter över havet och antalet invånare är 247.
Terrängen runt Aetós är kuperad västerut, men österut är den bergig. Runt Aetós är det glesbefolkat, med 12 invånare per kvadratkilometer. Närmaste större samhälle är Igoumenitsa, 13,7 km sydväst om Aetós. Omgivningarna runt Aetós är en mosaik av jordbruksmark och naturlig växtlighet.